# Itapecerica
Itapecerica est une municipalité brésilienne de l'État du Minas Gerais et la microrégion de Formiga.